# 4167 Riemann
4167 Riemann eller 1978 TQ7 är en asteroid i huvudbältet som upptäcktes den 2 oktober 1978 av den sovjetisk-ryska astronomen Ljudmila Zjuravljova vid Krims astrofysiska observatorium på Krim. Den är uppkallad efter den tyske matematikern Bernhard Riemann.
Asteroiden har en diameter på ungefär 12 kilometer och den tillhör asteroidgruppen Maria.